# Estatua ecuestre de Domiciano
La estatua ecuestre de Domiciano (en latín Equus Domitiani) fue un monumento honorario en el Foro Romano, erigido en el año 91 y colocado en el centro de la plaza donde hoy solo queda una cavidad de forma rectangular donde estaba colocado el basamento.
Fue erigida para conmemorar la victoria del emperador contra los Germanos en los años 83-85. 
De la estatua es posible hacerse una idea precisa gracias a la descripción de Estacio, y a una representación en una moneda. El caballo tenía una pata alzada y debajo una figura caída personificación del Rin.
En el lugar se pueden observar tres bloques de travertino que formaban parte del monumento. La altura de este se presume rondaba los 8 metros (12 o 13 incluyendo el basamento). Casi con seguridad fue demolida después del asesinato del emperador en 96. No fue reparado el pavimento probablemente porque fue colocado encima una tribuna (u otro monumento) y se cree que los relieves de la época de Trajano que se conservan en la Curia, provienen de la tribuna misma (en tales relieves es posible ver la misma tribuna). También la tribuna fue demolida más tarde (y los relieves trasladados más al norte a dos pedestales especiales) para hacer espacio a otro monumento, tal vez, la estatua de Septimio Severo, o la de Constantino. 